# Christy Opara-Thompson
Christy Opara-Thompson (ur. 2 maja 1970) – nigeryjska lekkoatletka, specjalizująca się w krótkich biegach sprinterskich oraz w skoku w dal, dwukrotna uczestniczka letnich igrzysk olimpijskich (Barcelona 1992, Atlanta 1996), brązowa medalistka olimpijska z Barcelony w biegu sztafetowym 4 × 100 metrów. Od 1 stycznia 1998 reprezentantka Stanów Zjednoczonych.

## Sukcesy sportowe
- mistrzyni Nigerii w skoku w dal – 1991[1]

| Rok  | Miasto    | Zawody                     | Konkurencja                                 | Wynik                                   |
| ---- | --------- | -------------------------- | ------------------------------------------- | --------------------------------------- |
| 1989 | Lagos     | Mistrzostwa Afryki         | skok w dal                                  | brązowy medal                           |
| 1991 | Kair      | Igrzyska afrykańskie       | bieg na 200 m skok w dal                    | brązowy medal                           |
| 1991 | Tokio     | Mistrzostwa świata         | sztafeta 4 × 100 m skok w dal               | 4. miejsce 11. miejsce                  |
| 1992 | Barcelona | Igrzyska olimpijskie       | sztafeta 4 × 100 m                          | brązowy medal                           |
| 1992 | Hawana    | Puchar świata              | sztafeta 4 × 100 m                          | 3. miejsce                              |
| 1993 | Durban    | Mistrzostwa Afryki         | sztafeta 4 × 100 m skok w dal bieg na 100 m | złoty medal brązowy medal               |
| 1993 | Buffalo   | Uniwersjada                | sztafeta 4 × 100 m bieg na 100 m            | srebrny medal 4. miejsce                |
| 1994 | Victoria  | Igrzyska Wspólnoty Narodów | sztafeta 4 × 100 m bieg na 100 m skok w dal | złoty medal srebrny medal brązowy medal |
| 1994 | Londyn    | Puchar świata              | sztafeta 4 × 100 m                          | 1. miejsce                              |
| 1995 | Harare    | Igrzyska afrykańskie       | sztafeta 4 × 100 m bieg na 100 m            | złoty medal srebrny medal               |
| 1996 | Atlanta   | Igrzyska olimpijskie       | sztafeta 4 × 100 m                          | 5. miejsce                              |

## Rekordy życiowe
- bieg na 60 metrów (hala) – 7,02 – Gandawa 12/02/1997
- bieg na 100 metrów (stadion) – 11,07 – Gladbeck 23/07/1997
- bieg na 200 metrów (stadion) – 23,16 – Gladbeck 23/07/1997
- bieg na 200 metrów (hala) – 23,37 – Karlsruhe 14/02/1997
- skok w dal (stadion) – 6,72 – Tempe 04/04/1992
- sztafeta 4 x 100 metrów (stadion) – 42,39 – Barcelona 07/08/1992 (rekord Afryki)